# Stylonurus
Genre
Espèces de rang inférieur
- † Stylonurus powriensis
- † Stylonurus shaffneri Willard, 1933

Stylonurus est un genre fossile d'Arthropodes Chélicérates de la famille également éteinte des Stylonuridae, proche des Euryptérides mais terrestre. 

## Classification
Le genre Stylonurus est décrit par D. Page en 1856. Son nom signifie « queue pointue » (stylos « pointe », ouros « queue »).

## Espèces
Le genre compte trois espèces datant du Dévonien : Stylonurus powriensis découverte en Écosse, Stylonurus shaffneri Willard, 1933 dont les restes fossiles ont été mis au jour en Pennsylvanie, aux États-Unis et Stylonurus perspicillum découverte en Allemagne.

## Description
Les espèces du genre Stylonurus ont environ 20 cm de long. L'abdomen, allongé, est segmenté, le prosome (tête) est de forme variable, avec des yeux composés arqués situés en position sub-centrale ou vers l'avant. Les pattes sont longues et puissantes, parfois caractérisées par des épines. Tout indique un mode de vie terrestre, peut-être proche de celui des actuels solifuges. On ignore si la queue était ou non venimeuse comme chez les actuels scorpions, ou bien séricigène comme chez les actuelles araignées.